# Praevaliana

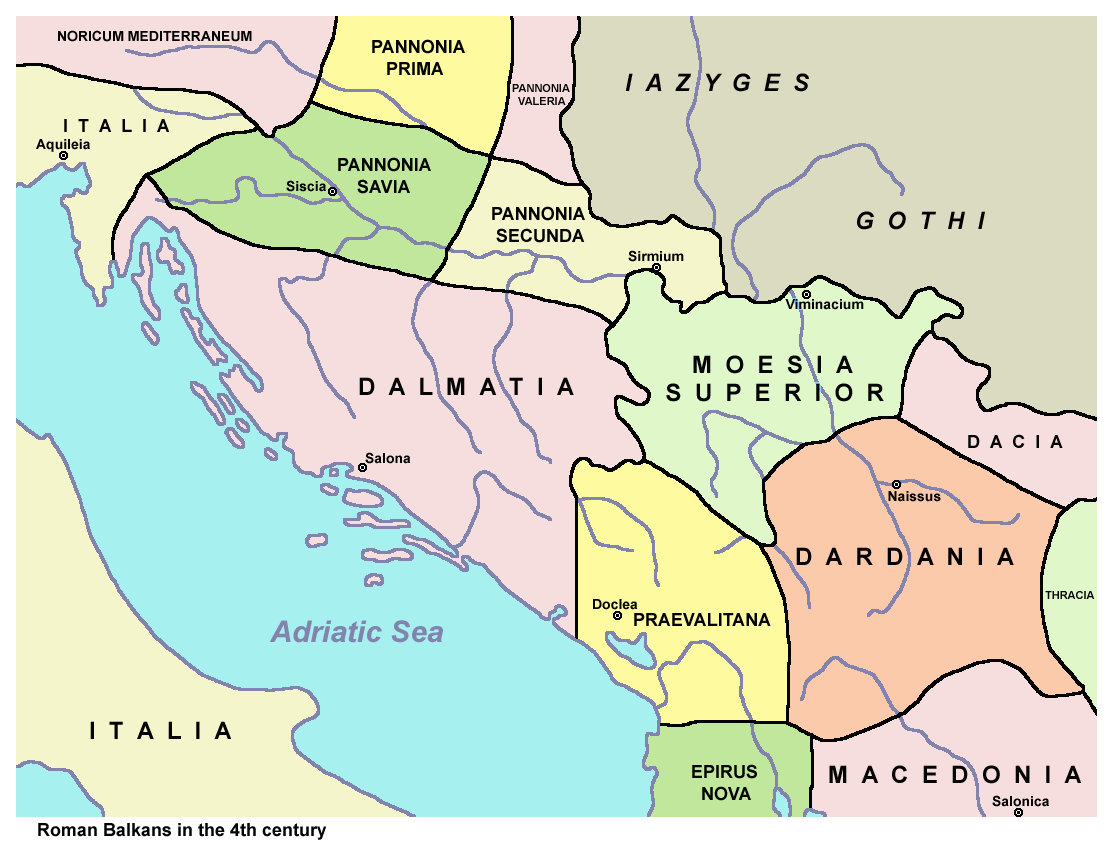
Els Balcans al segle IV

Praevaliana o Praevalitana va ser una província romana creada per Dioclecià a finals del segle iii, que abraçava la part oriental d'Il·líria (nord d'Albània i part de Sèrbia). Dioclecià havia nascut a Dioclea, una ciutat d'aquella part d'Il·líria.
La província romana de l'Epir (Epirus Nova) era al sud, la de Dardània a l'est, la de Mèsia primera al nord i la d'Il·líria o Dalmàcia (en endavant coneguda per Dalmàcia) a l'oest. La capital era la ciutat de Scodra.